# Idronováčekite
L'idronováčekite (chiamata in passato nováčekite-I; simbolo IMA: Nvč-I) è un minerale appartenente al gruppo dell'autunite con composizione chimica Mg(UO2)2(AsO4)2 • 12(H2O). Da un punto di vista chimico è un arseniato acquoso di magnesio-uranile.

## Etimologia e storia
L'idronováčekite fu originariamente chiamata novacekite-I da Kurt Walenta nel 1964, per indicare una specie più idratata di altri due minerali correlati: la nováčekite (Mg(UO2)2(AsO4)2 • 10(H2O)) e la metanováčekite (Mg(UO2)2(AsO4)2 • 8(H2O)). Al tempo il nome del minerale era scritto senza segni diacritici, che sono stati aggiunti nel 2008 in seguito alla decisione di rispettare la grafia di quei minerali i cui nomi derivavano da località o nomi propri.
Nel 2022 la specie è stata rinominata da nováčekite-I a idronováčekite.

## Classificazione
Già nell'obsoleta, ma ancora in uso, 8ª edizione della sistematica minerale di Strunz, l'idronováčekite apparteneva alla classe dei "fosfati, arseniati, vanadati" e quindi alla sottoclasse dei "fosfati acquosi, arseniati e vanadati con anioni estranei", dove veniva elencata insieme ad autunite, bassetite, fritzscheite, heinrichite, kahlerite, metakirchheimerite, natrouranospinite, sabugalite, saléeite, torbernite, uramphite, uranocircite, uranospathite, uranospinite e zeunerite con le quali forma la "serie dell'uranite" con il sistema nº VII/D.20a.
Nella Sistematica dei lapis (Lapis-Systematik) di Stefan Weiß, che è stata rivista e aggiornata l'ultima volta nel 2018 e che si basa ancora su questa vecchia edizione di Strunz per considerazione verso i collezionisti privati e le collezioni istituzionali, al minerale è stato assegnato il sistema nº VII/E.01-40. In questa Sistematica ciò corrisponde alla classe "fosfati uranilici/arseniati e vanadati uranilici con [UO2]2+-[PO4]/AsO4]3− e [UO2]2+-[V2O8]6−", dove la metanováčekite insieme a idronováčekite, nováčekite, autunite, fritzscheite, heinrichite, kahlerite, metanatroautunite, rauchite, sabugalite, saléeite, torbernite, trögerite, uranocircite, uranospinite e zeunerite forma il "gruppo dell'autunite" con il sistema nº VII/E.01.
La 9ª edizione della sistematica dei minerali di Strunz, valida dal 2001 e aggiornata dall'Associazione Mineralogica Internazionale (IMA) fino al 2024, classifica la metanováčekite nella sottoclasse "8.E Fosfati e arsenati di uranile"; questa è ulteriormente suddivisa in base al rapporto tra il complesso uranile (UO2) e il complesso fosfato, arseniato o vanadato (RO4), in modo che il minerale possa essere trovato nella suddivisione "8.EB UO2:RO4 = 1:1" in base alla sua composizione, dove forma il sistema nº 8.EB.05 insieme ai minerali torbernite, xiangjiangite, autunite, heinrichite, kahlerite, saléeite, uranocircite, uranospinite, zeunerite e nováčekite.
Anche la classificazione dei minerali secondo Dana, utilizzata principalmente nel mondo anglosassone, classifica la metanováčekite nella categoria dei "fosfati contenenti acqua, ecc.". Qui la si può trovare insieme a nováčekite nel gruppo senza nome nº 40.02a.10 all'interno della suddivisione dei "fosfati idrati ecc., con A2+(B2+)2(XO4) • x(H2O), con (UO2)2+".

## Abito cristallino
Secondo alcune fonti l'idronováčekite cristallizza nel sistema triclino nel gruppo spaziale P1 (gruppo nº 2) con i parametri di reticolo a = 7,1594 Å, b = 7,161 Å e c = 11,3146 Å; secondo altre il sistema è tetragonale con gruppo spaziale P42/n (gruppo nº 86) con a = 14,3 Å e c = 22 Å, con 2 unità di formula per cella unitaria.

## Origine e giacitura
L'idronováčekite è un minerale piuttosto raro ed è stato trovato in pochi siti sparsi per il mondo.
In Italia è stato trovato a Daone (Trentino Alto-Adige).
Altri siti europei sono Salvan (nel Canton Vallese in Svizzera); Albertville (dipartimento della Savoia), Charolles (nella Borgogna-Franca Contea) e Lodève (in Occitania), tutte in Francia; diversi siti della Germania, tra cui Breisgau-Hochschwarzwald, Seelbach, Schenkenzell, Schiltach, Schramberg e Baden-Baden, tutte nel Baden-Württemberg, nonché a Hilchenbach nella Renania Settentrionale-Vestfalia, a Geyer e Schneeberg (in Sassonia) e Kauern in Turingia.
L'idronováčekite è stata rinvenuta anche in Cornovaglia (Gran Bretagna) nei distretti di Karlovy Vary, Sokolov, Jeseník e Chomutov (tutti nella Repubblica Ceca) e a Rauris (nel Salisburghese, in Austria).
Fuori dall'Europa si sono avuti ritrovamenti a Brumado (Brasile); a Puerto del Aire e Aldama (Messico); nelle provincie di Ouarzazate e Zagora (Marocco); nella municipalità distrettuale di Central Karoo (Sudafrica); nelle contee di Mineral, Cibola, McKinley, Comanche, Lake e San Juan (Stati Uniti); nella regione di Namangan (Uzbekistan).